# Sylpheed
Sylpheed – klient poczty elektronicznej i czytnik grup dyskusyjnych oparty na bibliotece GTK+. Najnowsza wersja programu współpracuje z biblioteką GTK+ w wersji 2.4 (zalecana jest wersja 2.6 lub późniejsze). Plik instalacyjny programu zawiera niezbędne komponenty biblioteki GTK+.
Interfejs programu działa w układzie trzypanelowym: Lista katalogów wiadomości po prawej, lista wiadomości w bieżącym katalogu u góry i treść wiadomości w dolnej części okna. Możliwe jest oddzielenie widoku katalogów do osobnego okna w celu zwiększenia rozmiaru zajmowanego przez widok wiadomości, co jest przydatne dla użytkowników posiadających monitory o mniejszej rozdzielczości. Sylpheed posiada pełną obsługę internacjonalizacji (i18n) i wielojęzykowości (M17N). Jego interfejs jest zlokalizowany (l10n) w ponad trzydziestu językach.

## Protokoły
Sylpheed obsługuje protokoły POP3, IMAP4, SMTP, NNTP i IPv6

## Bezpieczeństwo
Sylpheed obsługuje szyfrowanie i podpisywanie wiadomości przy pomocy GnuPG. Pobieranie i wysyłanie wiadomości może się odbywać poprzez połączenia szyfrowane SSL i TLS.